# Виттал, Шивапатам
Шивапатам Виттал (англ. Sivapatham Vittal; 30 ноября 1941 — 26 ноября 2024) — индийский хирург-эндокринолог, которого многие считают отцом хирургической эндокринологии в Индии. В 2011 году правительство Индии удостоило Виттала награды Падма Шри.
Был членом Совета попечителей Женского колледжа Этирадж в Ченнаи.

## Биография
Шивапатам Виттал родился 30 августа 1941 года. Он окончил медицинский факультет Мадрасского медицинского колледжа, здесь он также получил учёную степень. Став в своей альма-матер преподавателем, он, как сообщается, сыграл важную роль в создании кафедры эндокринологии в Мадрасском медицинском колледже в 1987 году, которая стала первой кафедрой такого рода в Индии, и был её первым заведующим, занимая эту должность до 1999 года.
Виттал — основатель и президент Индийской ассоциации эндокринных хирургов, бывший президент Ассоциации хирургов Индии и индийского отделения Международного колледжа хирургов. Он работал преподавателем хирургии в Королевском колледже хирургов Эдинбурга и возглавлял его индийское отделение. Он также является членом Британской ассоциации эндокринных и тиреоидных хирургов и Международной академии медицинских наук. Ему приписывают книгу и статьи по эндокринологии. Виттал был членом редколлегий таких журналов, как «Indian Journal of Surgery», «Thyroid Surgery», «International Surgery». Он также выступал с докладами на нескольких конференциях и семинарах и был приглашённым профессором во многих университетах.
Почётный профессор Медицинского университета Тамил-Наду, доктор медицинских наук, Шивапатам Виттал после выхода на пенсию из Мадрасского медицинского колледжа работал в больницах Apollo Hospitals в Ченнаи в качестве эндокринного хирурга. Он также является одним из основателей больницы Шри Саи Кришны в Ченнаи. Он является членом Королевского колледжа хирургов Эдинбурга, а также Международного колледжа хирургов и Международной академии медицинских наук.
Умер 26 ноября 2024 года в возрасте 83 лет.

## Награды и признание
Шивапатам Виттал — лауреат премии доктора Б. Ч. Роя 1995 года — высшей индийской награды в медицинской категории. Два года спустя Королевский колледж хирургов Эдинбурга наградил его Серебряной медалью, а в следующем, 1998 году, правительство Тамилнада наградило его Премией Tamil Nadu Scientist Award. В 2001 году он получил премию «За выдающиеся достижения» от Института выдающихся достижений в области человеческой деятельности имени Вивекананды.
Ассоциация хирургов Индии в 2005 году присудила Витталу премию имени доктора Б. М. Сундараваданама как лучшему преподавателю, и в том же году он получил зарубежную золотую медаль от Королевского колледжа хирургов Эдинбурга. В 2007 году он был удостоен премии Teachers’ Teacher Award, а в 2010 году Мадрасский медицинский колледж наградил его премией за достижения всей жизни. В следующем году правительство Индии включило Виттала в список почётных гостей Дня Республики для награждения орденом Падма Шри.